# Grupo Yahal Kab
El grupo Yahal Kab, “Despertar de la tierra” en lengua maya, se formó en el año de 1978, con el propósito de difundir y promover la música latinoamericana y la trova yucateca. En 1985, consumido el primer tramo de su recorrido, el grupo incorpora al actor y poeta Oscar Sauri Bazán para congregar a la más altas voces poéticas de Hispanoamérica. La guitarra y la voz resplandeciente de Juan Acereto no tardarían en sumarse a la conjura: juntos desde 1987 el trovador y el grupo Yahal Kab se lanzan a ganar nuevos territorios, enarbolando sus canciones. Juan caerá en 1991, su canto no ha cesado de enfrentar el tiempo. Hacia 1989, en una revuelta del camino el grupo Yahal Kab se transforma en el conjunto de salsa “Son como Son”, cuya brillante cauda, que se vería siete años en el cielo de la península, habría de dejar felices y perennes consecuencias en los oídos, los pies y las caderas de estos lugares.
En el año de 1995, la espiral vuelve al punto de partida pero en un plano destinto: “Yahal Kab”, de nuevo “Yahal Kab”, empuña desde entonces la trova yucateca tradicional y contemporánea, las canciones de Juan Acereto y el son cubano. Con ellas desvela ese universo nuestro poblado de flores, aves, mariposas, olas y estrellas, cuyo sólo y verdadero habitante es la pasión amorosa.
El Grupo Yahal Kab, se ha presentado con mucho éxito en Francia, España, Costa Rica, El Salvador y Guatemala. También ha actuado en varias ciudades de los Estados Unidos como son Houston, Miami, Tampa Bay, Palm Beach, Baltimore, Dallas, Los Ángeles y Washington. Yahal Kab ha ofrecido conciertos en el Festival Cervantino, el Festival de Cultura de México y El Caribe del Estado de Quintana Roo, Semana de Yucatán en México, Festival de las Artes de Mérida, Festival Internacional de Guitarra de Taxco, Guerrero, Festival Cubadisco 2007 de la Habana, Cuba y Festival Internacional del Caribe 2008 de Santiago de Cuba.
El grupo Yahal Kab se ha dedicado en los últimos años a investigar los lazos musicales que existen entre cuba y Yucatán.
- Datos: Q6440700